# مایکل توروکو
مایکل توروکو (به انگلیسی: Michael Trucco) (زاده ۲۲ ژوئن ۱۹۷۰) بازیگر آمریکایی است، که برای نقش ساموئل تی. آندرس در مجموعه ناوبر فضایی گالاکتیکا و همچنین نقش جاستین پاتریک در سریال کم و بیش قانونی شناخته شده است.
از دیگر نقش‌آفرینی‌های معروف او همچنین می‌توان به بازی در آینده و زنان قاتل اشاره کرد.